# Гаетано Ширеа
Гаетано Ширеа (італ. Gaetano Scirea; 25 травня 1953, Чернуско-суль-Навільйо — 3 вересня 1989, Бабськ) — колишній італійський футболіст, захисник. По завершенні ігрової кар'єри — футбольний тренер. Один з небагатьох футболістів, якому підкорилися усі трофеї європейського клубного футболу.
Як гравець насамперед відомий виступами за клуб «Ювентус», а також національну збірну Італії.
Семиразовий чемпіон Італії. Дворазовий володар Кубка Італії. Володар Кубка УЄФА. Володар Кубка Кубків УЄФА. Володар Суперкубка УЄФА. Володар Кубка чемпіонів УЄФА. Володар Міжконтинентального кубка. У складі збірної — чемпіон світу.

## Клубна кар'єра
Вихованець футбольної школи клубу «Аталанта». Дорослу футбольну кар'єру розпочав 1972 року в основній команді того ж клубу, в якій провів два сезони, взявши участь у 58 матчах чемпіонату.
1974 року перейшов до клубу «Ювентус», за який відіграв 14 сезонів. Більшість часу, проведеного у складі «Ювентуса», був основним гравцем захисту команди. За цей час сім разів виборював титул чемпіона Італії, ставав володарем Кубка Італії (двічі), володарем Кубка УЄФА, володарем Кубка Кубків УЄФА, володарем Суперкубка УЄФА, володарем Кубка чемпіонів УЄФА, володарем Міжконтинентального кубка. Завершив професійну кар'єру футболіста виступами за команду «Ювентус» у 1988 році.

Гаетано Ширеа (ліворуч), як капітан, вітає Альфредо Тена перед матчем проти Мексики в 1984 році.

## Виступи за збірну
1975 року дебютував в офіційних матчах у складі національної збірної Італії. Протягом кар'єри у національній команді, яка тривала 12 років, провів у формі головної команди країни 78 матчів, забивши 2 голи. У складі збірної був учасником чемпіонату світу 1978 року в Аргентині, чемпіонату Європи 1980 року в Італії, чемпіонату світу 1982 року в Іспанії, здобувши того року титул чемпіона світу, чемпіонату світу 1986 року у Мексиці.

## Трагічна загибель
Припинивши професійні виступи на футбольному полі у 1988, залишився у структурі «Ювентуса» як помічник головного тренера.
3 вересня 1989 року перебував у Польщі, де відвідав гру місцевого клубу «Гурник» (Забже), найближчого суперника «Ювентуса» у тогорічному розіграші Кубка УЄФА. Повертаючись після матчу до Варшави, автомобіль, у якому крім Ширеа перебували водій, перекладач та представник польського клубу, зіткнувся на трасі неподалік села Бабськ з вантажівкою. Після лобового зіткнення, що відбулося внаслідок ризикованого обгону, здетонували каністри з пальним, які знаходилися у вантажівці. В результаті пожежі усі пасажири легковика, крім представника «Гурника», загинули.
| Дата       | Місто          | Господарі         | Результат             | Гості          | Турнір                        | Голи | Примітки       |
| ---------- | -------------- | ----------------- | --------------------- | -------------- | ----------------------------- | ---- | -------------- |
| 30-12-1975 | Флоренція      | Італія            | 3 – 2                 | Греція         | товариський матч              | -    |                |
| 22-09-1976 | Копенгаген     | Данія             | 0 – 1                 | Італія         | товариський матч              | -    |                |
| 25-09-1976 | Рим            | Італія            | 3 – 0                 | Югославія      | товариський матч              | -    |                |
| 22-12-1976 | Лісабон        | Португалія        | 2 – 1                 | Італія         | товариський матч              | -    |                |
| 26-01-1977 | Рим            | Італія            | 2 – 1                 | Бельгія        | товариський матч              | -    |                |
| 21-12-1977 | Льєж           | Бельгія           | 0 – 1                 | Італія         | товариський матч              | -    |                |
| 25-01-1978 | Мадрид         | Іспанія           | 2 – 1                 | Італія         | товариський матч              | -    |                |
| 08-02-1978 | Неаполь        | Італія            | 2 – 2                 | Франція        | товариський матч              | -    |                |
| 08-05-1978 | Рим            | Італія            | 0 – 0                 | Югославія      | товариський матч              | -    |                |
| 02-06-1978 | Мар-дель-Плата | Італія            | 2 – 1                 | Франція        | ЧС 1978 - 1-й етап            | -    |                |
| 06-06-1978 | Мар-дель-Плата | Італія            | 3 – 1                 | Угорщина       | ЧС 1978 - 1-й етап            | -    |                |
| 10-06-1978 | Буенос-Айрес   | Італія            | 1 – 0                 | Аргентина      | ЧС 1978 - 1-й етап            | -    |                |
| 14-06-1978 | Буенос-Айрес   | ФРН               | 0 – 0                 | Італія         | ЧС 1978 - 2-й етап            | -    |                |
| 18-06-1978 | Буенос-Айрес   | Італія            | 1 – 0                 | Австрія        | ЧС 1978 - 2-й етап            | -    |                |
| 21-06-1978 | Буенос-Айрес   | Нідерланди        | 2 – 1                 | Італія         | ЧС 1978 - 2-й етап            | -    |                |
| 24-06-1978 | Буенос-Айрес   | Бразилія          | 2 – 1                 | Італія         | ЧС 1978 - матч за 3 місце     | -    | 4-те місце     |
| 20-09-1978 | Турин          | Італія            | 1 – 0                 | Болгарія       | товариський матч              | -    |                |
| 23-09-1978 | Флоренція      | Італія            | 1 – 0                 | Туреччина      | товариський матч              | -    |                |
| 08-11-1978 | Братислава     | Чехословаччина    | 3 – 0                 | Італія         | товариський матч              | -    |                |
| 21-12-1978 | Рим            | Італія            | 1 – 0                 | Іспанія        | товариський матч              | -    |                |
| 24-02-1979 | Мілан          | Італія            | 3 – 0                 | Нідерланди     | товариський матч              | -    |                |
| 26-05-1979 | Рим            | Італія            | 2 – 2                 | Аргентина      | товариський матч              | -    |                |
| 13-06-1979 | Загреб         | Югославія         | 4 – 1                 | Італія         | товариський матч              | -    |                |
| 26-09-1979 | Флоренція      | Італія            | 1 – 0                 | Швеція         | товариський матч              | -    |                |
| 17-11-1979 | Удіне          | Італія            | 2 – 0                 | Швейцарія      | товариський матч              | -    |                |
| 16-02-1980 | Неаполь        | Італія            | 2 – 1                 | Румунія        | товариський матч              | -    |                |
| 15-03-1980 | Мілан          | Італія            | 1 – 0                 | Уругвай        | товариський матч              | -    |                |
| 19-04-1980 | Турин          | Італія            | 2 – 2                 | Польща         | товариський матч              | 1    |                |
| 12-06-1980 | Мілан          | Італія            | 0 – 0                 | Іспанія        | ЧЄ 1980 - 1-й етап            | -    |                |
| 15-06-1980 | Турин          | Італія            | 1 – 0                 | Англія         | ЧЄ 1980 - 1-й етап            | -    |                |
| 18-06-1980 | Рим            | Італія            | 0 – 0                 | Бельгія        | ЧЄ 1980 - 1-й етап            | -    |                |
| 21-06-1980 | Неаполь        | Чехословаччина    | 1 – 1 д.ч. (9-8 п.п.) | Італія         | ЧЄ 1980 - матч за 3 місце     | -    | 4-те місце     |
| 24-09-1980 | Генуя          | Італія            | 3 – 1                 | Португалія     | товариський матч              | -    |                |
| 11-10-1980 | Люксембург     | Люксембург        | 0 – 2                 | Італія         | Відбір до ЧС                  | -    |                |
| 01-11-1980 | Рим            | Італія            | 2 – 0                 | Данія          | Відбір до ЧС 1982             | -    |                |
| 15-11-1980 | Турин          | Італія            | 2 – 0                 | Югославія      | Відбір до ЧС 1982             | -    |                |
| 06-12-1980 | Афіни          | Греція            | 0 – 2                 | Італія         | Відбір до ЧС 1982             | 1    |                |
| 03-01-1981 | Монтевідео     | Уругвай           | 2 – 0                 | Італія         | Золотий кубок чемпіонів світу | -    |                |
| 06-01-1981 | Монтевідео     | Нідерланди        | 1 – 1                 | Італія         | Золотий кубок чемпіонів світу | -    |                |
| 25-02-1981 | Рим            | Італія            | 0 – 3                 | Європа         | товариський матч              | -    |                |
| 19-04-1981 | Удіне          | Італія            | 0 – 0                 | НДР            | товариський матч              | -    |                |
| 03-06-1981 | Копенгаген     | Данія             | 3 – 1                 | Італія         | Відбір до ЧС 1982             | -    |                |
| 23-09-1981 | Болонья        | Італія            | 3 – 2                 | Болгарія       | товариський матч              | -    |                |
| 17-10-1981 | Белград        | Югославія         | 1 – 1                 | Італія         | Відбір до ЧС 1982             | -    |                |
| 14-11-1981 | Турин          | Італія            | 1 – 1                 | Греція         | Відбір до ЧС 1982             | -    |                |
| 05-12-1981 | Неаполь        | Італія            | 1 – 0                 | Люксембург     | Відбір до ЧС 1982             | -    |                |
| 23-02-1982 | Париж          | Франція           | 2 – 0                 | Італія         | товариський матч              | -    |                |
| 14-04-1982 | Лейпциг        | НДР               | 1 – 0                 | Італія         | товариський матч              | -    |                |
| 28-05-1982 | Женева         | Швейцарія         | 1 – 1                 | Італія         | товариський матч              | -    |                |
| 14-06-1982 | Віґо           | Італія            | 0 – 0                 | Польща         | ЧС 1982 - 1-й етап            | -    |                |
| 18-06-1982 | Віґо           | Італія            | 1 – 1                 | Перу           | ЧС 1982 - 1-й етап            | -    |                |
| 23-06-1982 | Віґо           | Італія            | 1 – 1                 | Камерун        | ЧС 1982 - 1-й етап            | -    |                |
| 29-06-1982 | Барселона      | Італія            | 2 – 1                 | Аргентина      | ЧС 1982 - 2-й етап            | -    |                |
| 05-07-1982 | Барселона      | Італія            | 3 – 2                 | Бразилія       | ЧС 1982 - 2-й етап            | -    |                |
| 08-07-1982 | Барселона      | Італія            | 2 – 0                 | Польща         | ЧС 1982 - півфінал            | -    |                |
| 11-07-1982 | Мадрид         | Італія            | 3 – 1                 | ФРН            | ЧС 1982 - Фінал               | -    | Чемпіони світу |
| 27-10-1982 | Рим            | Італія            | 0 – 1                 | Швейцарія      | товариський матч              | -    |                |
| 13-11-1982 | Мілан          | Італія            | 2 – 2                 | Чехословаччина | Відбір до ЧЄ 1984             | -    |                |
| 12-02-1983 | Лімасол        | Кіпр              | 1 – 1                 | Італія         | Відбір до ЧЄ 1984             | -    |                |
| 16-04-1983 | Бухарест       | Румунія           | 1 – 0                 | Італія         | Відбір до ЧЄ 1984             | -    |                |
| 29-05-1983 | Гетеборг       | Швеція            | 2 – 0                 | Італія         | Відбір до ЧЄ 1984             | -    |                |
| 04-02-1984 | Рим            | Італія            | 5 – 0                 | Мексика        | товариський матч              | -    |                |
| 22-05-1984 | Цюрих          | ФРН               | 1 – 0                 | Італія         | товариський матч              | -    |                |
| 26-05-1984 | Торонто        | Канада            | 0 – 2                 | Італія         | товариський матч              | -    |                |
| 30-05-1984 | Нью-Йорк       | США               | 0 – 0                 | Італія         | товариський матч              | -    |                |
| 26-09-1984 | Мілан          | Італія            | 1 – 0                 | Швеція         | товариський матч              | -    |                |
| 03-11-1984 | Лозанна        | Швейцарія         | 1 – 1                 | Італія         | товариський матч              | -    |                |
| 05-02-1985 | Дублін         | Ірландія          | 1 – 2                 | Італія         | товариський матч              | -    |                |
| 13-03-1985 | Афіни          | Греція            | 0 – 0                 | Італія         | товариський матч              | -    |                |
| 03-04-1985 | Асколі-Пічено  | Італія            | 2 – 0                 | Португалія     | товариський матч              | -    |                |
| 25-09-1985 | Лечче          | Італія            | 1 – 2                 | Норвегія       | товариський матч              | -    |                |
| 16-11-1985 | Хожув          | Польща            | 1 – 0                 | Італія         | товариський матч              | -    |                |
| 26-03-1986 | Удіне          | Італія            | 2 – 1                 | Австрія        | товариський матч              | -    |                |
| 11-05-1986 | Неаполь        | Італія            | 2 – 0                 | КНР            | товариський матч              | -    |                |
| 31-05-1986 | Мехіко         | Італія            | 1 – 1                 | Болгарія       | ЧС 1986 - 1-й етап            | -    |                |
| 05-06-1986 | Пуебла         | Італія            | 1 – 1                 | Аргентина      | ЧС 1986 - 1-й етап            | -    |                |
| 10-06-1986 | Пуебла         | Італія            | 3 – 2                 | Південна Корея | ЧС 1986 - 1-й етап            | -    |                |
| 17-06-1986 | Мехіко         | Франція           | 2 – 0                 | Італія         | ЧС 1986 - 1/8 фіналу          | -    |                |
| Усього     |                | Матчів (12 місце) | 78                    |                | Голів                         | 2    |                |

## Титули і досягнення
- Чемпіон Італії (7):

«Ювентус»: 1974–75, 1976–77, 1977–78, 1980–81, 1981–82, 1983–84, 1985–86
- Володар Кубка Італії (2):

«Ювентус»: 1978–79, 1982–83
- Володар Кубка УЄФА (1):

«Ювентус»: 1976–77
- Володар Кубка Кубків УЄФА (1):

«Ювентус»: 1983–84
- Володар Суперкубка Європи (1):

«Ювентус»: 1984
- Володар Кубка європейських чемпіонів (1):

«Ювентус»: 1984–85
- Володар Міжконтинентального кубка (1):

«Ювентус»: 1985
- Чемпіон світу (1):

1982